# Suore missionarie eucaristiche di Nazareth
Le Suore Missionarie Eucaristiche di Nazareth (in spagnolo Misioneras Eucarísticas de Nazaret) sono un istituto religioso femminile di diritto pontificio: i membri di questa congregazione, dette Marie Nazarene, pospongono al loro nome la sigla M.E.N.

## Storia

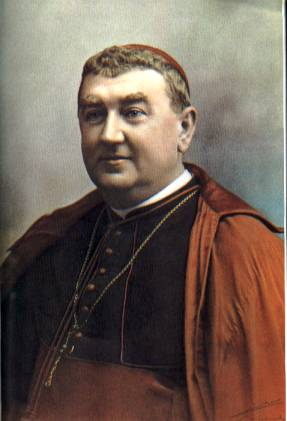
Manuel González García, fondatore della congregazione

La congregazione deriva dall'opera delle Tre Marie, fondata nel 1910 a Huelva da Manuel González García (1877-1940) per "riparare le offese degli uomini al cuore di Gesù nel mistero eucaristico": tale opera ebbe sin dal principio una grande diffusione in tutta la Spagna.
Divenuto vescovo di Malaga, il 3 maggio 1921 González García riunì nella città tutte le donne associate all'opera intenzionate ad abbracciare la vita religiosa e pose alla loro guida sua sorella María Antonia González García: per i primi anni le donne costituirono un istituto secolare e solo nel 1934, ottenuta l'autorizzazione dalla Santa Sede, le socie emisero la loro prima promessa di perseveranza nella compagnia.
Nel 1945 le Missionarie Eucaristiche di Nazareth si trasformarono in società di vita comune senza voti: ricevettero il pontificio decreto di lode il 23 maggio 1950 e il 30 agosto 1960 la società venne trasformata in congregazione religiosa.
Il fondatore è stato canonizzato da papa Francesco nel 2016.

## Attività e diffusione
Le Missionarie Eucaristiche si dedicano al servizio dell'Unión Eucarística Reparadora (già Opera delle Tre Marie): promuovono la devozione a Gesù sacramentato e le pie pratiche di riparazione eucaristica.
Sono presenti in Argentina, Italia, Messico, Perù, Portogallo, Spagna, Venezuela; la sede generalizia è a Madrid.
Al 31 dicembre 2005 l'istituto contava 207 religiose in 31 case.